# .ls
.ls je internetová národní doména nejvyššího řádu pro Lesotho.